# ألبرت كوكس
ألبرت كوكس (بالإنجليزية: Albert Cox)‏ (24 يونيو 1917 في المملكة المتحدة - 1 أبريل 2003) هو لاعب كرة قدم بريطاني (وحمل سابقاً جنسية المملكة المتحدة لبريطانيا العظمى وأيرلندا) في مركز الدفاع. لعب مع شيفيلد يونايتد ونادي هاليفاكس تاون.